# Naoyuki Ii
Naoyuki Ii (伊井 直行, Ii Naoyuki, 1er septembre 1953) est un écrivain japonais, professeur d'écriture créative sur le campus Shonan de l'université Tōkai.

## Biographie
Né à Nobeoka, préfecture de Miyazaki, Ii est diplômé en histoire (archéologie et ethnologie) de l'université Keio en  1978. Son premier roman, Kusa no kanmuri, publié en 1983, est récompensé par le prix Gunzō pour les nouveaux écrivains. Il est ensuite lauréats des prix suivants :
- 1989 Prix Noma des nouveaux écrivains, pour Sashite juyo denai ichinichi (« Une journée de peu d'importance »)
- 1994 Prix Taiko Hirabayashi, pour Shinka no tokei (« L'horloge de l'évolution »)
- 2000 Prix Yomiuri, pour Nigotta gekiryu ni kakaru hashi (« Un pont sur un torrent boueux »)

Seule une nouvelle, publiée au Japon en 1988, a été traduite en français : L'Oncle qui se pendait (Boku no kubi kukuri no ojisan) (dans La Famille - Anthologie de nouvelles japonaises contemporaines Tome 4, nouvelle traduite par Pascale Takahashi, Éditions du Rocher, 2009).